# Carolinas International Tennis 1976 - Doppio
Il doppio del torneo di tennis Carolinas International Tennis 1976, facente parte della categoria World Championship Tennis, ha avuto come vincitori John Newcombe e Tony Roche che hanno battuto in finale Vitas Gerulaitis e Sandy Mayer con il punteggio di 6–3, 7–5.

## Teste di serie
1. Vitas Gerulaitis /  Sandy Mayer (finale)

1. Ross Case /  Geoff Masters (primo turno)

## Tabellone

### Legenda
| - Q = Qualificato - WC = Wild card - LL = Lucky loser | - ALT = Alternate - SE = Special Exempt - PR = Protected Ranking | - w/o = Walkover - r = Ritirato - d = Squalificato |

|  | Quarti di finale              | Quarti di finale              | Quarti di finale             | Quarti di finale           | Quarti di finale |  |  | Semifinali                    | Semifinali                    | Semifinali                    | Semifinali                    | Semifinali               |   |   | Finale                       | Finale                       | Finale                       | Finale | Finale |  |
|  |                               |                               |                              |                            |                  |  |  |                               |                               |                               |                               |                          |   |   |                              |                              |                              |        |        |  |
|  | 1                             | Vitas Gerulaitis Sandy Mayer  | Vitas Gerulaitis Sandy Mayer | 7                          | 6                |  |  |                               |                               |                               |                               |                          |   |   |                              |                              |                              |        |        |  |
|  |                               | Charlie Pasarell Allan Stone  | Charlie Pasarell Allan Stone | 5                          | 2                |  |  | Vitas Gerulaitis Sandy Mayer  | Vitas Gerulaitis Sandy Mayer  | Vitas Gerulaitis Sandy Mayer  | Vitas Gerulaitis Sandy Mayer  | w/o                      |   |   |                              |                              |                              |        |        |  |
|  | Dick Stockton Erik Van Dillen | Dick Stockton Erik Van Dillen | 4                            | 7                          | 7                |  |  | Dick Stockton Erik Van Dillen | Dick Stockton Erik Van Dillen | Dick Stockton Erik Van Dillen | Dick Stockton Erik Van Dillen |                          |   |   |                              |                              |                              |        |        |  |
|  | Jeff Borowiak Billy Martin    | Jeff Borowiak Billy Martin    | 6                            | 6                          | 6                |  |  |                               |                               |                               |                               |                          |   |   | Vitas Gerulaitis Sandy Mayer | Vitas Gerulaitis Sandy Mayer | Vitas Gerulaitis Sandy Mayer | 3      | 5      |  |
|  | Eddie Dibbs Harold Solomon    | Eddie Dibbs Harold Solomon    | Eddie Dibbs Harold Solomon   | Eddie Dibbs Harold Solomon | w/o              |  |  |                               |                               | John Newcombe Tony Roche      | John Newcombe Tony Roche      | John Newcombe Tony Roche | 6 | 7 |                              |                              |                              |        |        |  |
|  | Cliff Richey Ken Rosewall     | Cliff Richey Ken Rosewall     | Cliff Richey Ken Rosewall    | Cliff Richey Ken Rosewall  |                  |  |  | Eddie Dibbs Harold Solomon    | Eddie Dibbs Harold Solomon    | Eddie Dibbs Harold Solomon    | 0                             | 3                        |   |   |                              |                              |                              |        |        |  |
|  |                               | John Newcombe Tony Roche      | John Newcombe Tony Roche     | 6                          | 6                |  |  | John Newcombe Tony Roche      | John Newcombe Tony Roche      | John Newcombe Tony Roche      | 6                             | 6                        |   |   |                              |                              |                              |        |        |  |
|  | 2                             | Ross Case Geoff Masters       | Ross Case Geoff Masters      | 3                          | 3                |  |  |                               |                               |                               |                               |                          |   |   |                              |                              |                              |        |        |  |